# Ярцев, Николай Иванович
Никола́й Ива́нович Я́рцев (1854—1916) — зарайский городской голова в 1898—1916 годах, член Государственной думы 1-го и 4-го созывов от Рязанской губернии.

## Биография
Православный. Из купеческой семьи, личный почётный гражданин.
По окончании Зарайского уездного училища посвятил себя коммерческой деятельности, вел торговлю колониальными товарами. В 1889 году был избран гласным Зарайской городской думы, а в 1898 году — городским головой, в каковой должности беспрерывно состоял до 1916 года. Много содействовал благоустройству города: по его инициативе были выстроены здание амбулатории и дом для приходского училища, реконструирован Иоанно-Предтечинский собор Зарайского кремля, открыта публичная библиотека. Также благодаря его стараниям женская прогимназия была преобразована в гимназию, а 2-классное городское училище — в 4-классное. В благодарность за труды на пользу города, городская дума постановила поместить портрет Николая Ивановича в зале думских заседаний.
Кроме того, состоял церковным старостой, товарищем председателя местного общества спасения на водах и председателем: зарайского сиротского суда, попечительного совета женской гимназии, правления местного отдела Общества Красного Креста и правления Общества для пособия бедным. После провозглашения Октябрьского манифеста был членом Партии истинно русских людей и председателем Зарайского отдела «Союза 17 октября».
В 1906 году был избран членом I Государственной думы от Рязанской губернии. Входил в группу беспартийных. Принимал участие в прениях по аграрному вопросу.
В 1912 году был избран членом IV Государственной думы от 1-го съезда городских избирателей Рязанской губернии. Входил во фракцию октябристов, после её раскола — в группу земцев-октябристов. Состоял членом комиссий: по городским делам, о народном здравии, по делам православной церкви, а также о торговле и промышленности. Входил в Прогрессивный блок. Заболев туберкулёзом в феврале 1916 года, лето и осень этого года провёл в Крыму.
Умер 13 декабря 1916 года. Похоронен на городском кладбище Зарайска. Был женат, имел дочь.

## Награды
- Медаль «В память коронации Императора Николая II» (1897)
- Золотая медаль для ношения на шее на Станиславской ленте (1899) за полезную службу по городскому управлению
- Золотая медаль для ношения на шее на Владимирской ленте (1902) за попечения о городском училище
- Золотая медаль для ношения на шее на Александровской ленте (1903) за полезную общественную службу по должности Городского Головы
- Орден Святой Анны 3-й степени (1906)
- Медаль Красного Креста «В память русско-японской войны» (1906)
- Орден Святого Станислава 2-й степени (1907) за общеполезную его деятельность по военному ведомству
- Орден Святой Анны 2-й степени (1910) за услуги по Обществу Красного Креста
- Орден Святого Владимира 4-й степени (1915)
- Высочайшее благоволение (1915) за труды по мобилизации 1914 года

- Благодарность зарайской городской думы (1899, за энергичную деятельность и руководство городскими делами; в 1902, за полезную деятельность; 1904, за успешное личное ходатайство его пред Московским интендантством о выдаче городу Зарайску лагерных палаток для размещения войск мобилизованного 6-го Восточно-Сибирского саперного батальона, чем устранил проживание войск по квартирам обывателей; 1905, за особые выдающиеся труды, понесенные по постройке Иоанно-Предтеченского собора 1907, за труды и старание в деле покупки дома для городского училища и капитального ремонта его; 1909, за особо выдающуюся, полезную и энергичную деятельность на пользу городского общества)
- Размещение портретов в городской управе, женской гимназии и приходском училище (1900)
- Благодарность общего собрания зарайского Комитета Красного Креста (1901, за энергичную деятельность и успешность в сборе пожертвований; 1904, за успешную деятельность по сбору пожертвований и приготовлению лазаретных принадлежностей на больных и раненых)
- Благодарность Попечительного совета Зарайской женской гимназии (1903) за устройство помещений для класса и для чайной учениц
- Высочайшая Ее Императорского Величества Государыни Императрицы Марии Федоровны искренняя благодарность (1904) за изготовление зарайским Комитетом Общества Красного Креста полного комплекта лазаретных принадлежностей на 50 кроватей для больных и раненых воинов на Дальнем Востоке
- Золотой нагрудный знак 1-й степени Попечительства Государыни Императрицы Марии Федоровны о глухонемых (1904) за заслуги по организации в г. Зарайске школы для глухонемых детей
- Право ношения знака Красного Креста (1904) за его полезную деятельность на пользу Российского Общества Красного Креста
- Жетон и портрет Ее Величества (1907) от Великой княгини Елизаветы Федоровны в память совместной работы в деле помощи пострадавшим воинам вследствие Русско-японской войны
- Благодарность зарайского Земского собрания (1908) за энергичное содействие в деле устройства в городе Зарайске Фабрики Анонимного Общества